# Bill Burrud
Bill Burrud (ur. 12 stycznia 1925, zm. 12 lipca 1990) – amerykański aktor filmowy. Zmarł na atak serca.

## Filmografia
- 1935: Three Kids and a Queen jako Doktor
- 1936: Postal Inpector jako Billy, chłopiec
- 1937: Bohaterowie morza jako Charles
- 1943: Dzieci Hitlera jako Student profesora Nichols'a

## Wyróżnienia
Posiada swoją gwiazdę na Hollywood Walk of Fame (otrzymał ją 17 sierpnia 1977 roku dzień po śmierci Elvisa Presleya).